# Mùa bão Tây Bắc Thái Bình Dương 1978
Mùa bão Tây Bắc Thái Bình Dương 1978 không có giới hạn chính thức; nó diễn ra trong suốt năm 1978, nhưng hầu hết các xoáy thuận nhiệt đới có xu hướng hình thành trên Tây Bắc Thái Bình Dương trong khoảng giữa tháng 5 và tháng 11. Những thời điểm quy ước phân định khoảng thời gian tập trung hầu hết số lượng xoáy thuận nhiệt đới hình thành mỗi năm ở Tây Bắc Thái Bình Dương.
Phạm vi của bài viết này chỉ giới hạn ở Thái Bình Dương, khu vực nằm ở phía Bắc xích đạo và phía Tây đường đổi ngày quốc tế. Những cơn bão hình thành ở khu vực phía Đông đường đổi ngày quốc tế và phía Bắc xích đạo thuộc về Mùa bão Đông Bắc Thái Bình Dương 1978. Bão nhiệt đới hình thành ở toàn bộ khu vực Tây Bắc Thái Bình Dương sẽ được đặt tên bởi Trung tâm Cảnh báo Bão Liên hợp  JTWC . Áp thấp nhiệt đới ở khu vực này sẽ có thêm hậu tố "W" phía sau số thứ tự của chúng. Áp thấp nhiệt đới trở lên hình thành hoặc đi vào khu vực mà Philippines theo dõi cũng sẽ được đặt tên bởi Cục quản lý Thiên văn, Địa vật lý và Khí quyển Philippines  PAGASA . Đó là lý do khiến cho nhiều trường hợp, một cơn bão có hai tên gọi khác nhau.

## Tóm lược mùa bão
Có 33 áp thấp nhiệt đới hình thành trong năm trên Tây Bắc Thái Bình Dương. 29 trong số đó trở thành những cơn bão nhiệt đới, 15 đạt cường độ bão cuồng phong, và 1 đạt cấp độ siêu bão. Đa phần các cơn bão ít tác động đến đất liền.

## Các cơn bão

### Bão nhiệt đới Agnes - bão số 3
Agnes hình thành vào ngày 24 tháng 7. Sau khi thực hiện một vòng lặp trong quỹ đạo, nó đổ bộ vào Trung Quốc trong ngày 29 với sức gió 55 dặm/giờ. Agnes tan vào ngày 30. Tại Hong Kong đã có ba người thiệt mạng do bão.

### Bão Rita (Kading) - bão số 9
Áp thấp nhiệt đới 28W hình thành vào ngày 15 tháng 10. Ba ngày rưỡi sau, nó mạnh lên thành một cơn bão nhiệt đới. Đến cuối ngày 19, Rita trở thành bão cuồng phong. Vào ngày 23, Rita đạt đỉnh với áp suất trung tâm tối thiểu 878 mbar, chỉ cao hơn kỷ lục của cơn bão Tip 8 mbar. Sau khoảng 3 ngày liên tiếp duy trì cường độ siêu bão cấp 5, Rita suy yếu xuống một cấp và đổ bộ lên Luzon. Duy trì là bão cuồng phong khi vượt Luzon, Rita tiến vào Biển Đông với cường độ bão cấp 1, suy yếu dần và tan gần bờ biển Việt Nam. Tại Philippines, cơn bão gây tổn thất nghiêm trọng về người và của, dù vậy con số thiệt hại chính xác đã không được biết đến.

## Tên bão
Trong năm 1978, bão nhiệt đới trên Tây Bắc Thái Bình Dương được đặt tên bởi Trung tâm Cảnh báo Bão Liên hợp (JTWC). Cơn bão đầu tiên được đặt tên là Nadine và cuối cùng là Winnie. Đây là năm cuối cùng danh sách này được sử dụng.
| - Nadine (7801) - Olive (7802) - Polly (7803) - Rose (7804) - Shirley (7805) - Trix (7806) - Virigina (7807) | - Wendy (7808) - Agnes (7809) - Bonnie (7810) - Carmen (7811) - Della (7812) - Elaine (7814) - Faye (7815) | - Gloria (7816) - Hester (7817) - Irma (7818) - Judy (7819) - Kit (7820) - Lola (7821) - Mamie (7822) | - Nina (7823) - Ora (7824) - Phyllis (7825) - Rita (7826) - Susan - Tess (7827) - Viola (7828) - Winnie (7829) |

Đã có hai hệ thống phát triển trên vùng Trung tâm Thái Bình Dương, áp thấp nhiệt đới 10C và bão Susan. Chính sách tại thời điểm đó là sử dụng tên trong danh sách của khu vực Tây Bắc Thái Bình Dương để sử dụng cho vùng Trung tâm Thái Bình Dương.

### Philippines
Cục quản lý Thiên văn, Địa vật lý và Khí quyển Philippines (PAGASA) sử dụng một danh sách tên riêng cho xoáy thuận nhiệt đới nằm trong khu vực mà họ theo dõi. Danh sách này lặp lại với chu kỳ 4 năm. Dưới đây là danh sách tên được dùng trong mùa bão 1978, nó trùng với danh sách của mùa bão 1974 và 1982.
| - Atang (7802) - Bising (7803) - Klaring (7804) - Deling (7805) - Emang (7808) | - Gading - Heling - Iliang (7810) - Loleng (7811) - Miding (7812) | - Norming (7814) - Oyang (7816) - Pasing (7818) - Ruping (7820) - Susang (7821) | - Tering (7823) - Uding (7824) - Weling - Yaning - Aning | - Bidang - Kading (7826) - Delang - Esang (7828) - Garding (chưa sử dụng) |